# Le Vaisseau d'or
Le Vaisseau d'or est un sonnet du poète canadien français Émile Nelligan, composé en 1899, probablement après la réunion du 26 mai de l'École littéraire de Montréal au cours de laquelle Nelligan avait reçu une ovation après avoir lu « La Romance du vin ». C'est le poème le plus connu de Nelligan et celui qu'il récitait le plus souvent à ses visiteurs après son internement —quoique parfois avec de sérieuses distorsions. Il a été publié dans le recueil Émile Nelligan et son œuvre édité par Louis Dantin (1903-1904)

## Interprétations
La critique a proposé de nombreuses interprétations de ce poème. Selon Gérard Bessette, tout semble indiquer que « Nelligan a partagé une expérience charnelle avec une Vénus, une Sirène (I.e. une séductrice) » et « que cette expérience se soit soldée, chez un adolescent élevé selon une stricte orthodoxie catholique, par le dégoût, la haine. »
Pour Wyczynski, le vaisseau symbolise « la fuite du temps sur l'océan de l'idéal jusqu'au naufrage dans la mer des Étoiles », « le naufrage de l'intelligence lucide ».
Selon Vincent Lambert, Nelligan se serait inspiré d'un « petit navire en argent massif [...] forgé en 1870 par l’orfèvre Robert Hendery [...], suspendu dans la nef de la chapelle Notre-Dame-de-Bon-Secours à Montréal ».
Le poème mêle le symbolisme et le Parnasse, loin des querelles entre les deux mouvements en France.

## Texte

### Le vaisseau d'or
Ce fut un grand Vaisseau taillé dans l'or massif :

Ses mâts touchaient l'azur, sur des mers inconnues ;

La Cyprine d'amour, cheveux épars, chairs nues,

S'étalait à sa proue, au soleil excessif.

Mais il vint une nuit frapper le grand écueil

Dans l'Océan trompeur où chantait la Sirène,

Et le naufrage horrible inclina sa carène.

Aux profondeurs du Gouffre, immuable cercueil.

Ce fut un Vaisseau d'or, dont les flancs diaphanes

Révélaient des trésors que les marins profanes,

Dégoût, Haine et Névrose, entre eux ont disputés.

Que reste-t-il de lui dans la tempête brève ?

Qu'est devenu mon cœur, navire déserté ?

Hélas ! Il a sombré dans l'abîme du Rêve !
— Émile Nelligan